# Schleswig-Holsteinischer Automobil-Club

Signet des S.H.A.C.

Der Schleswig-Holsteinische Automobil-Club e.V. (S.H.A.C.) mit Sitz in Kiel ist ein in Schleswig-Holstein regional agierender Automobilclub und Korporativ-Club des Automobilclub von Deutschland (AvD).

## Geschichte
Der S.H.A.C. wurde am 24. Februar 1912 unter dem Vorsitz des Freiherrn Robert Weber von Rosenkranz im „Hotel Germania“ in Kiel gegründet und war der erste landesweite Automobilclub in Schleswig-Holstein. Mitglieder des ersten Präsidiums waren ebenfalls: Konteradmiral Wilhelm von Lans, Direktor Otto Claaßen Marine-Ing. a. D., Bankier Waldemar Ahlmann und Dr. med. Rudolf Jess. Prinz Heinrich von Preußen übernahm unmittelbar nach der Gründung das persönliche Protektorat über den Club. Die Übernahme dieses Protektorats war eine entscheidende Weichenstellung für die Selbständigkeit des Clubs. Am 1. Februar 1913 beschloss die Mitgliederversammlung den Anschluss des S.H.A.C. an das Kartell des Kaiserlichen Automobil-Clubs (K.A.C., heute AvD). Folgende Arbeitsgruppen wurden gebildet, die die Arbeit des Clubs ausführen sollten: Versicherungskommission, Straßenverkehrskommission, Chauffeur-Kontrollkommission, Rechtskommission, Sportkommission und Abzeichenkommission.
Gründungszweck war die Erhöhung der Sicherheit des Fahrens und die Mitarbeit an der Vermeidung von Unglücksfällen durch Besserung der Ordnung des Fuhrwerkverkehrs auf den Landstraßen, durch Anbringung von Warnschildern und durch Überwachung der Fahrer und Chauffeure sowie ferner die Wahrnehmung der Interessen der Schleswig-Holsteinischen Automobil-Besitzer.
Bereits im Gründungsjahr 1912 beteiligte sich der S.H.A.C. an einer Großveranstaltung. Im Juni/Juli 1912 (16. Juni bis 2. Juli 1912) unterstützte der S.H.A.C. den Nordmark-Verein für Motorluftfahrt (VML) bei der Organisation des "Nordmarkfluges" von Kiel durch Schleswig-Holstein, in dem die Mitglieder in ihren Fahrzeugen die teilnehmenden Fluggeräte begleiteten, den "schnellen" Meldedienst der Veranstaltung organisierten und das Sanitätspersonal transportierten.
Am 3. Dezember 1925 schloss sich der S.H.A.C. der Vereinigung Norddeutscher Automobil-Kartellclubs in Berlin an. Dieser Vereinigung gehörten neben dem S.H.A.C. der Automobil-Club Westfalen, der Bremer Automobil-Club, der Grossherzoglich-Mecklenburgische Automobil-Club, der Hannoversch-Westfälischer Automobil-Club, der Herzogliche Automobil-Club von Braunschweig und der Norddeutsche Automobil-Club (heute: AvD-Club Hamburg) an. Der Zweck dieser Vereinigung war, sportliche Veranstaltungen zu genehmigen und zu unterstützen, die Interessen der beteiligten Clubs dem Kartell gegenüber einheitlich zu vertreten und bei wichtigen Fragen den Behörden gegenüber geschlossen vorzugehen. Die innere Selbstständigkeit der beteiligten Clubs wurde nicht berührt.
Der S.H.A.C. ermöglichte internationale Reisen mit dem Automobil durch den Vertrieb s.g. Triptiks oder Triptyks (Carnet de passage, Grenzpassierscheine) in seinem Kartellgebiet. Das Kartellgebiet des S.H.A.C. erstreckte sich im Norden von der Grenze zum Königreich Dänemark bis zu einer Linie im Süden Schleswig-Holsteins. Die Linie Travemünde, Lübeck, Oldesloe, Bramstedt, Wilster und in gerader Linie weiter nach Westen, war die Grenze zum Kartellgebiet des Norddeutschen Automobil-Clubs in Hamburg. Der S.H.A.C. setzte sich maßgeblich für die (bundesweit) einheitliche Regelung zur Abgabe von Triptiks oder Triptyks (Carnet de passage, Grenzpassierscheine) ein. Die Gruppe Nordmark* im S.H.A.C. schaltete sich 1959 erfolgreich in die Verhandlungen um die Verbesserung der Abfertigung im Reiseverkehr an der deutsch-dänischen Grenze ein.
Eine noch heute gültige Regel der heutigen Straßenverkehrszulassungsordnung geht auf eine Forderung des S.H.A.C. von 1928 zurück, der S.H.A.C. forderte die Ausstattung von Lastkraftwagen mit „Schalltrichtern“, heute würde man Hupe sagen.
Besondere Erwähnung verdienen die Verkehrsbeobachtungsfahrten, anlässlich derer Clubmitglieder des S.H.A.C. aus den Regionen jeweils Vertreter von Polizei, Staatsanwaltschaft und der Baubehörden in ihre Wagen einluden, um Missstände und Gefahrenstellen entlang der gefahrenen Strecken anzusprechen und auszuräumen – ein Verfahren, das sich auch heute sehr empfehlen würde.
Im Zuge der nationalsozialistischen Gleichschaltung ist der S.H.A.C. zum 31. Dezember 1933 zwangsaufgelöst worden. Die Wiedergründung des S.H.A.C. erfolgte am 5. Januar 1953 im Kieler Yacht-Club.
Während in der Vergangenheit insbesondere die Sicherheit des Straßenverkehrs und damit im Zusammenhang stehende Aktivitäten der verschiedenen Arbeitsgruppen im Vordergrund standen, wird das Clubleben heute vorwiegend durch touristische, sportliche und gesellschaftliche Aktivitäten bestimmt.
- Gruppe Nordmark = Mitglieder des S.H.A.C. aus der Region Flensburg

## Organisation
Der beim Amtsgericht Kiel eingetragene Verein hatte im Dezember 2022 einen Bestand von 269 Mitgliedern. Geleitet wird der S.H.A.C. von einem Präsidenten/einer Präsidentin und mehreren Präsidialmitgliedern, die für unterschiedliche Aufgaben zuständig sind. Gegenwärtig besteht das Präsidium aus sechs Personen sowie bis zu vier Beisitzern. Der S.H.A.C. wird ehrenamtlich geführt.

## Die Präsidenten
- Freiherr Robert Weber von Rosenkranz (1912–1919)
- Christian Andersen (1919–1928)
- Friedrich Herzog zu Schleswig-Holstein (1929–1961)
- Peter Herzog zu Schleswig-Holstein (1961–1976)
- Anton Willer (1976–1983)
- Gottfried Lauprecht (1983–1986)
- Wulf Rauno (1986–1989)
- Hans-Joachim Schmidt (1989–2001)
- Dr. Thorsten Hahn (2001–2010)
- Timo Keßeböhmer (2010–2016)
- Sabine Romann (seit 2016)

## Service und Leistungen
Der S.H.A.C. bietet als Korporativclub des AvD über diesen in erster Linie die Pannen- und Abschlepphilfe in Deutschland. Der AvD betreibt eine eigene 24h-Notrufzentrale. Über den AvD können weitere Leistungen optional gebucht/genutzt werden (Versicherungsservice, AvD Plus-Leistungen (Schutzbrief p. P. weltweit), Reisedienst, Rechtsberatung).

## Veranstaltungen
Der S.H.A.C. bietet jährlich Orientierungs- und Ausflugsfahrten durch landschaftlich reizvolle Gegenden in Schleswig-Holstein an, sowie eine Oldtimer- und Cabrioletausfahrt und eine Gymkhana-Veranstaltung. Erste-Hilfe-Kurse und Fahrsicherheitstrainings runden das automobilistische Programm ab. Daneben gibt es zahlreiche sportliche und gesellschaftliche Veranstaltungen. Zum Ende eines Jahres werden die Clubmeister in verschiedenen Disziplinen geehrt.